# Hermann Broch
Hermann Broch (Vienna, 1º novembre 1886 – New Haven, 30 maggio 1951) è stato uno scrittore e drammaturgo austriaco naturalizzato statunitense.

## Biografia
Hermann Broch nacque a Vienna da una famiglia di ebrei benestanti attivi nell'industria tessile.Il padre era un noto industriale che produceva tende e tessuti d'arredamento per interni. Da ragazzo Broch lavorò per un certo periodo nella fabbrica di famiglia, coltivando privatamente i suoi interessi letterari. Dopo avere terminato le scuole secondarie superiori all'istituto tecnico-industriale per periti aziendali, proprio in vista del suo impegno nella fabbrica di famiglia a Teesdorf, Broch sostituì il padre, che nel frattempo si era ammalato, alla conduzione dell'azienda.
Nel 1909 sposò Franziska von Rothermann, figlia di un imprenditore. L'anno dopo nacque Hermann Friedrich Maria. In seguito Broch cominciò a frequentare altre donne e il matrimonio finì col divorzio nel 1923.
Nel 1927, alla morte del padre, vendette l'industria tessile e decise di studiare matematica, filosofia, e psicologia all'Università di Vienna, senza proporsi l'obiettivo della laurea. Intraprese una vera e propria carriera letteraria solamente intorno ai quarant'anni. Conobbe Robert Musil, Rainer Maria Rilke, Elias Canetti, Leo Perutz e molti altri intellettuali. A 45 anni pubblicò il primo romanzo, I sonnambuli (Die Schlafwandler, 1931), una trilogia in cui sviluppa una nuova forma di narrazione sul tema della corruzione dei valori della società contemporanea attraverso uno studio dell'impero tedesco durante il regno di Guglielmo II. In seguito si recò in Tirolo, dove iniziò la stesura del romanzo Il tentatore (Der Versucher, uscito postumo nel 1953).
Nel 1938, in seguito all'annessione dell'Austria al Reich, fu arrestato e rinchiuso in un carcere nazista. Liberato grazie all'aiuto di un gruppo di amici, tra cui anche James Joyce, emigrò dapprima in Gran Bretagna, quindi negli Stati Uniti, dove ottenne la cittadinanza americana e la cattedra di tedesco all'università Yale. Qui egli portò a termine La morte di Virgilio e cominciò a lavorare ad un saggio sul comportamento di massa, che rimase incompiuto e fu pubblicato postumo col titolo Psicologia delle masse. Si convertì al Cattolicesimo.
Hermann Broch morì nel 1951 a New Haven nel Connecticut; è sepolto nel cimitero di Killingworth.

## Opere
Una delle opere principali, La morte di Virgilio (Der Tod des Vergil), che iniziò a scrivere durante la prigionia in un campo di concentramento, fu pubblicata per la prima volta negli Stati Uniti nel 1945 e contemporaneamente tradotta in inglese. Questo grande e difficile romanzo, nel quale realtà, allucinazione, poesia, prosa si mescolano, ripropone le ultime ore di vita del poeta latino Virgilio a Brindisi, la sua decisione di bruciare l'Eneide (non osservata dall'imperatore Augusto) e l'accettazione del proprio destino. A questo libro si è ispirato il compositore francese Jean Barraqué per alcune opere.
Altre opere importanti sono I sonnambuli (1932) e Gli innocenti (1950). Nella trilogia I sonnambuli Broch sviluppa il tema della "degenerazione dei valori". Milan Kundera, la cui scrittura è stata assai influenzata da Broch, ha grandemente apprezzato la trilogia.

Broch dimostra capacità di padroneggiare un'ampia gamma stilistica, dalla garbata parodia di Theodor Fontane nel primo volume dei Sonnambuli, ai tratti saggistici del terzo volume, fino al monologo interiore della Morte di Virgilio.
Altre opere di Broch sono il dramma Perché non sanno quel che fanno (Denn sie wissen nicht, was sie tun, 1936), il romanzo Gli innocenti (Die Schuldlosen, 1950), alcuni racconti, i saggi critici su James Joyce, Hugo von Hofmannsthal, sull'eredità mitica della poesia; scrisse inoltre poesie.
Erich Heller ha osservato che se "La morte di Virgilio è il suo capolavoro, [...] è un capolavoro molto problematico, perché tenta di dare forma letteraria alla crescente avversione dello scrittore per la letteratura. Proprio nell'anno in cui il romanzo fu pubblicato, Broch espresse un "profondo disgusto" per la letteratura in quanto tale, "dominio della vanità e della menzogna". Scritto con un'esuberanza lirica e paradossale, è la registrazione immaginaria dell'ultimo giorno del poeta e della sua rinuncia alla poesia. Ordina che il manoscritto dell'Eneide sia distrutto, non perché incompleto o imperfetto, ma perché poesia e non "conoscenza". Aggiunge anche che le Georgiche sono inutili e valgono meno di qualsiasi trattato di agricoltura. L'imperatore Augusto, suo amico, non rispetta le sue volontà e così le sue opere sono salve".

## Opere tradotte in italiano

### Narrativa
- Die Schlafwandler  (I sonnambuli), trad. di Clara Bovero, Torino, Einaudi, 1960, 1986, 1997; ed. a cura di Massimo Rizzante, Mimesis, Milano, 2010 [contiene: Il primo romanzo, 1888: Pasenow, o Il romanticismo; Il secondo romanzo, 1903: Esch, o L'anarchia; Il terzo romanzo, 1918: Huguenau, o Il realismo]; trad. Ada Vigliani, I. 1888. Pasenow o il romanticismo, Milano, Adelphi, 2020; II. 1903. Esch o l'anarchia, Milano, Adelphi, 2023.
- Die unbekannte Größe (L'incognita), trad. di Aurelio Ciacchi, Milano, Lerici, 1962; trad. Edoardo Degli Innocenti,  Roma, Editori riuniti, 1981; trad. Luca Crescenzi, Milano, Carbonio, 2022.
- Der Tod des Vergil  (La morte di Virgilio), trad. di Aurelio Ciacchi, prefazione di Ladislao Mittner, Milano, Feltrinelli, 1962.
- Die Schuldlosen (Gli incolpevoli: romanzo in undici racconti), trad. Giuseppina Gozzini Calzecchi Onesti, Torino, Einaudi, 1963.
- Die Verzauberung (Il sortilegio), trad. di Eugenia Martinez, introduzione di Italo Alighiero Chiusano, Milano, Rusconi, 1982, Milano, Carbonio, 2023.
- Die Entsühnung (L'espiazione), trad. di Gigi Lunari, Cosenza, Lerici, 1964.
- Die Erzählung der Magd Zerline (Il racconto della serva Zerlina), trad. di Ada Vigliani, postfazione di Luigi Forte, Milano, Adelphi, 2016.

### Saggistica
- Dichten und Erkennen (Poesia e conoscenza), trad. di Saverio Vertone, Milano, Lerici, 1965.
- Erkennen und Handeln (Azione e conoscenza, trad. di Saverio Vertone, Milano, Lerici, 1966.
- Hofmannsthal und seine Zeit (Hofmannsthal e il suo tempo), trad. di Saverio Vertone, Roma, Editori Riuniti, 1981; a cura di Paul Michael Lützeler, traduzione di Ada Vigliani,  Milano, Adelphi, 2010.
- James Joyce und die Gegenwart (James Joyce e il presente), a cura di Saverio Vertone, prefazione di Hannah Arendt, Roma, Editori riuniti, 1983.
- Il Kitsch, trad. di Roberta Malagoli e Saverio Vertone, prefazione di Luigi Forte, Torino, Einaudi, 1990.
- Psychische Selbstbiographie (Autobiografia psichica, a cura di Roberto Rizzo, prefazione di Giorgio Cusatelli, Bologna, Il capitello del sole, 2002.
- Völkerbund-Resolution (Risoluzione della Società delle Nazioni), a cura di Paul M. Lützeler, Otto Müller Verlag, Salisburgo, 1973.

### Teatro
- Teatro, a cura di Roberto Rizzo, postfazione di Claudio Magris, Milano, Ubulibri, 2001. Contiene: L'espiazione (Die Entsühnung), Inventato di sana pianta, ovvero Gli affari del barone Laborde (Aus der Luft gegriffen, oder Die Geschäfte des Baron Laborde), Tutto come prima (Es bleibt alles beim Alten).

### Poesia
- Poesie, a cura di Vito Punzi, Roma, Città nuova, 2009.
- La verità solo nella forma, a cura di Vito Punzi, De Piante Editore, 2021. Nuova edizione del volume edito nel 2009, con l'aggiunta di alcune poesie e la prefazione di Giuseppe Conte.

### Epistolari
- (con Hannah Arendt) Carteggio: 1946-1951, a cura di Roberto Rizzo, trad. di Vito Punzi, Bologna, Marietti, 2021.

## Edizioni in lingua originale
- Gesammelte Werke, Rhein-Verlag, Zürich 1952-61
  - 1: Gedichte, a cura di Erich Kahler
  - 2: Die Schlafwandler: eine Romantrilogie
  - 3: Der Tod des Vergil
  - 4: Der Versucher: Roman, a cura di Felix Stössinger
  - 5: Die Schuldlosen: Roman in elf Erzahlungen, a cura di Hermann J. Weigand
  - 6-7: Essays, a cura di Hannah Arendt
  - 8: Briefe: von 1929 bis 1951, a cura di Robert Pick
  - 9: Massenpsychologie: Schriften aus dem Nachlass, a cura di Wolfgang Rothe
  - 10: Die unbekannte Größe und frühe Schriften mit den Briefen an Willa Muir, a cura di Ernst Schönwiese
- Kommentierte Werkausgabe, a cura di Paul Michael Lützeler, Suhrkamp, Frankfurt am Main, 1974-81
  - 1: Die Schlafwandler: eine Romantrilogie
  - 2: Die unbekannte Größe: Roman
  - 3: Die Verzauberung: Roman
  - 4: Der Tod des Vergil: Roman
  - 5: Die Schuldlosen: Roman in elf Erzahlungen
  - 6: Novellen; Prosa, Fragmente
  - 7: Dramen
  - 8: Gedichte
  - 9: Schriften zur Literatur, 2 tomi
  - 10: Philosophische Schriften, 2 tomi
  - 11: Politische Schriften
  - 12: Massenwahntheorie: Beiträge zu einer Psychologie der Politik
  - 13: Briefe: Dokumente und Kommentare zu Leben und Werk, 3 tomi: 1913-38, 1938-45 e 1945-51